# Підгірцівський заказник
Підгі́рцівський зака́зник — ентомологічний заказник місцевого значення в Україні. Розташований у межах Рівненського району Рівненської області, біля села Підгірці. 
Площа 14 га. Статус надано згідно з рішенням облвиконкому від 22.11.1983 року № 343 (зміни згідно з рішенням облвиконкому від 18.06.1991 року № 98). Перебуває у віданні Малошпаківської сільської ради. 
Статус надано для збереження природного комплексу на крутих схилах пагорбів південно-західної частини Рівненського плато. Територія заказника поросла поодинокими деревами та кущами. Переважає трав'яна рослинність, де зростають такі види: парило звичайне, деревій звичайний, дивина чорна, в'язіль барвистий, полин гіркий, полин віниковий, молочай кипарисоподібний, буркун жовтий, зіновать руська тощо. Є рідкісні та лікарські види: валеріана проносна, звіробій звичайний, куряча сліпота звичайна та інші. 
В оголених урвищах гніздяться ластівки берегові, а на луках — різні види комах. 